# Nelson Henriques
Nelson Henriques (ur. 2 października 1986 w Luandzie) – angolski kajakarz. Debiutant na Letnich Igrzyskach Olimpijskich 2012 w Londynie, gdzie startował w dwóch konkurencjach w kajakarstwie klasycznym: C-1 200 m i w parze z Fortunato Luis Pacavira w konkurencji C-2 1000 m.
Jako singiel w eliminacjach zajął 6. miejsce awansując do półfinału a tam zajął 8. miejsce co łącznie dało mu 23 lokatę.
W parze z Fortunato Luis Pacavira w eliminacjach zajęli 6. miejsce dzięki czemu awansowali do półfinału, tam zajęli 5. miejsce i dostali szansę na awans do wielkiego finału, tam z kolei mieli 4. miejsce co łącznie dało im 12 lokatę.